# Joachim Hartmann

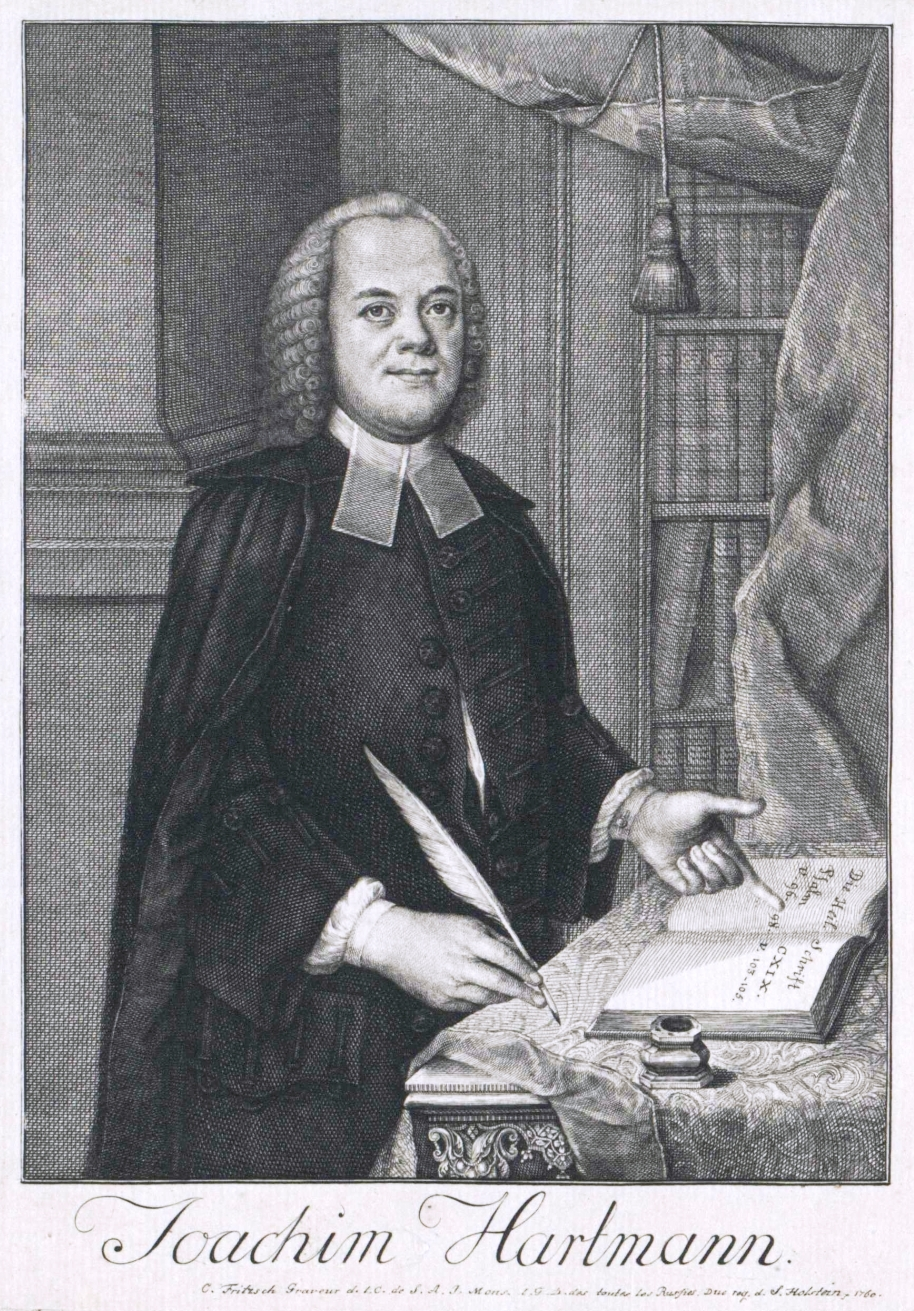
Joachim Hartmann, Stich von Christian Fritzsch (1760)

Joachim Hartmann (* 1. Januar 1715 in Malchow; † 6. November 1795 in Rostock) war ein deutscher lutherischer Theologe und Professor der Theologie, Physik und Metaphysik an der Universität Rostock.

## Ausbildung und Studium
Joachim Hartmann war der Sohn des Malchower Pastors Johann Adam Hartmann (ca. 1675–1739). Zunächst vom Vater privat unterrichtet, besuchte er Schulen in Parchim, Schwerin und Güstrow.
Im März 1731 wurde Hartmann an der Universität Rostock immatrikuliert, unterbrach sein Studium aber, um ab 1734 als Hauslehrer in Holstein und Mecklenburg sowie ab 1737 als Adjunkt bei seinem Vater tätig zu sein. 1738 setzte er sein Studium aber fort und wurde im Sommersemester 1739 an der Philosophischen Fakultät der Universität Rostock zum Magister promoviert.

## Akademische Laufbahn
Von 1739 bis 1745 war Joachim Hartmann zunächst Privatdozent der Philosophie in Rostock. Zwischenzeitlich bewarb er sich zweimal (1742 und 1743) vergeblich um die Professur für Poesie. Stattdessen betätigte sich Hartmann ab 1745 als Instruktor des Prinzen Ludwig in Schwerin. Im Anschluss daran wurde er 1748 zum Konsistorialrat sowie Superintendenten des Kreises Mecklenburg ernannt. Im Juni desselben Jahres zum Doktor der Theologie promoviert, wurde Hartmann keine drei Monate später, im September 1748, von Herzog Christian Ludwig II. zum ordentlichen Professor der Theologie (1. Extraconciliarius) an der Universität Rostock ernannt. Damit folgte er auf Heinrich Askanius Engelke. Zwei Jahre später, 1750, erhielt er dann die 2. herzogliche Professur der Theologie (Conciliarius), die zuvor von Franz Albert Aepinus besetzt war.
Mit dem Regierungsantritt des Herzogs Friedrich im Jahre 1756 musste sich Hartmann zwischen dem Amt des Superintendenten und seiner Professur an der Universität entscheiden und tat dies zu Gunsten der Superintendentenstelle. Aber auch diese Stelle legte er 1768 nieder und wurde Pastor an der St. Nikolaikirche in Rostock. Im selben Jahr wurde Hartmann vom Rat der Stadt zum Professor der Physik und Metaphysik ernannt und nahm so seine Tätigkeit an der Universität wieder auf. Er folgte damit auf Johann Jakob Quistorp, der dieses Amt bis zu seinem Tode 1766 innehatte.
1774 folgte die Ernennung zum rätlichen Professor der Theologie. Diese Stelle, die vorher Johann Heinrich Becker besetzte, bekleidete Hartmann bis zu seinem Tod.
Von 1791 bis 1795 war Hartmann Senior der Universität Rostock. Von 1792 bis 1794 war er Direktor des geistlichen Ministeriums in Rostock und im gleichen Zeitraum auch Mitglied der Gelehrten Gesellschaft in Frankfurt (Oder).